# Orquestra Simfònica de Galícia
L'Orquestra Simfònica de Galícia (OSG) (Orquestra Sinfónica de Galicia) va ser creada el 1992 per l'Ajuntament de la Corunya i actualment és una de les agrupacions orquestrals de major projecció d'Espanya. Té la seu en el Palau d'Òpera de la ciutat i el seu director titular és Víctor Pablo Pérez.
Ha sigut l'orquestra resident del Festival Rossini de Pésaro, Itàlia, de 2003 a 2005, i del Festival Mozart de la Corunya des que es va crear el 1998. Ha realitzat gires per Alemanya i Àustria, i ha ofert concerts a les millors sales i cicles de concerts espanyols.
Té enregistraments amb EMI, Koch, Naïve, BMG i Arts, amb figures rellevants com Peter Maag, Antonio Meneses, Manuel Barrueco, María Bayo, Plácido Domingo, Joan Pons o Ewa Podles entre d'altres.
L'Orquestra Simfònica de Galícia ha creat, al seu torn, el Cor de l'OSG, l'Orquestra de Cambra, l'Orquestra Jove, l'Escola de Pràctica Orquestal, els Nens Cantaires de l'OSG i el Cor jove de l'OSG.